# Schwechatbach (Gemeinden Alland, Heiligenkreuz)
Schwechatbach  ist ein Ort im Wienerwald in Niederösterreich, sowie Ortschaft und Katastralgemeinde der Gemeinde Alland, Teile liegen auch in der Gemeinde Heiligenkreuz, beide Bezirk Baden.

## Geographie
Die Streusiedlung liegt knapp zehn Kilometer westlich von Baden an der B210 Badener Straße, 4 km vor Alland, beiderseits der oberen Schwechat, am Ungarstein, dem Vorsprung des Windhagbergs (462 m ü. A.), und am Nordfuß des Hohen Lindkogel (834 m ü. A.).
Die Ortschaft umfasst etwa 25 Gebäude, davon nur wenige als Rotte am linken Ufer im Heiligenkreuzer Gebiet, die zur Ortschaft Sattelbach gehören.
Das Allander Ortschafts- und Katastralgemeindegebiet ist aber viel größer und umfasst etwa 6 Quadratkilometer südlich und östlich des Orts. Dort liegen
- im Nebental des Kleinen Gutentalerbachs, das am Westende des Orts nach Süden abzweigt, die zerstreuten Häuser Gutental,
- flussabwärts nach Osten die Häuser bei Sattelbach und den Ortsteil Augustinerhütte von Krainerhütte (beide Gemeinde Heiligenkreuz).

Zur Ortschaft, nicht aber zur Katastralgemeinde, gehören organisatorisch auch
- noch weiter flussabwärts die zerstreuten Häuser Helenental im bekannten Ausflugsgebiet, in der Katastralgemeinde Innerer Kaltenbergerforst, die sonst weitgehend unbewohnt ist. Dort liegt auch das Schutzhaus Eisernes Tor am Hohen Lindkogel.
- Der Gasthof Jägerhaus, dessen Straße nur von Baden herauf führt (KG Äußerer Kaltenbergerforst, sonst auch unbewohnt).

Nachbarorte, -ortschaften und Katastralgemeinden
| Mayerling (Gem. Alland)                           | Preinsfeld (Gem. Heiligenkreuz)             |                                                    |
| Raisenmarkt (Gem. Alland)                         | Kompassrose, die auf Nachbargemeinden zeigt | Sattelbach (Gem. Heiligenkreuz)                    |
| Gutental Zobelhof, Ortsch. Rohrbach (Gem. Alland) |                                             | Innerer u. Äußerer Kaltenbergerforst (Gem. Alland) |

Hinter dem Kaltenbergerforst grenzen die Stadtgemeinde Baden, die Gemeinde Sooß und die Ortschaft des Stadtteils Gainfarn von Bad Vöslau an.

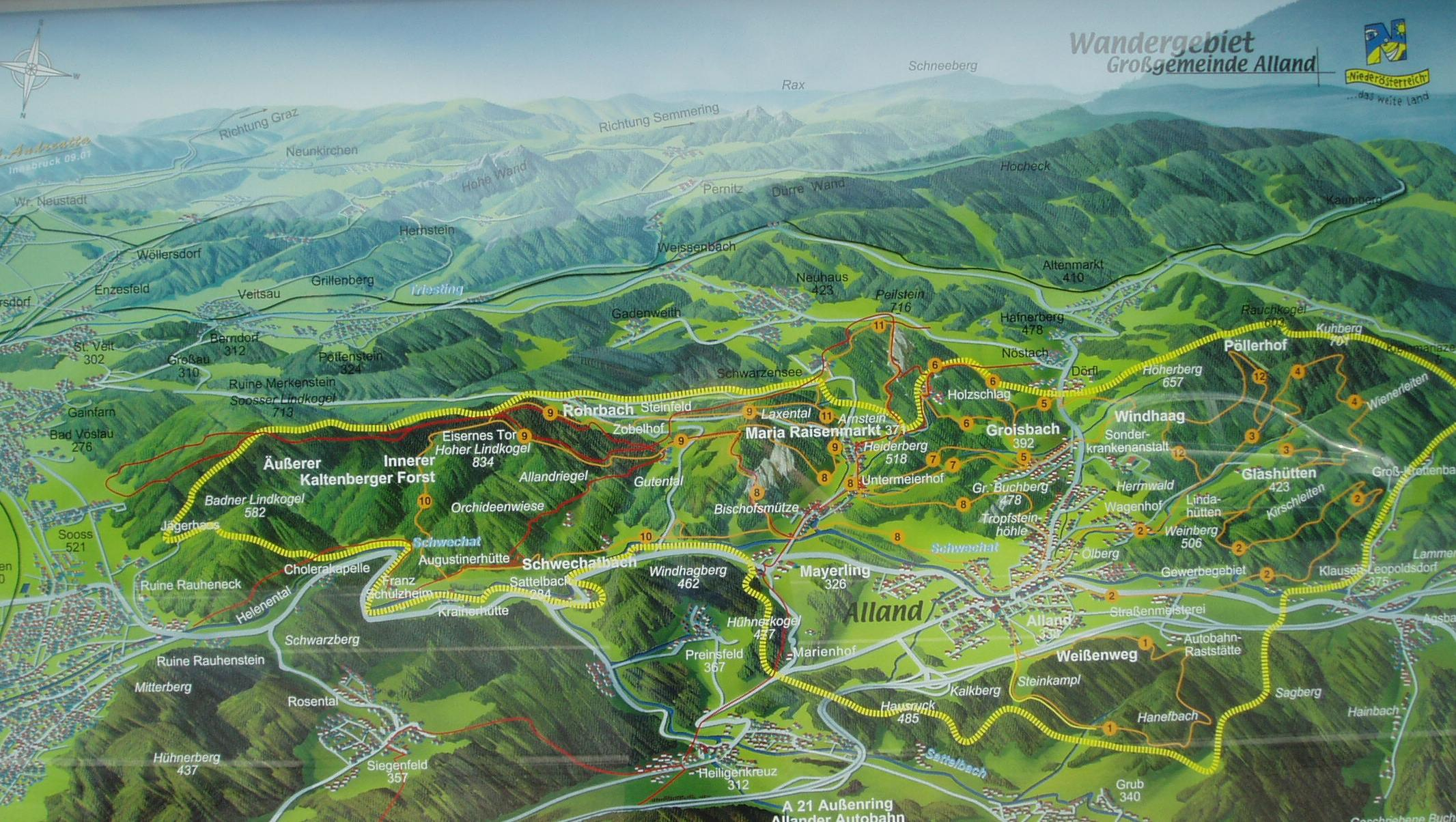
Alland (Blick Südwest), mit Schwechatbach (mittig bei 10, Ortschaftsgebiet umfasst den gesamten hier linken Teil des Gemeindegebiets)